# Imaichi
Imaichi (jap. 今市市 Imaichi-shi) – dawne miasto w Japonii, w prefekturze Tochigi, na wyspie Honsiu (Honshū).

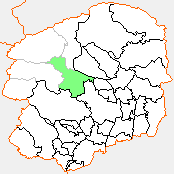
Imaichi przed przyłączeniem do Nikkō

1 kwietnia 1889 roku powstała miejscowość Imaichi. 31 marca 1954 roku, w wyniku połączenia z dwoma wioskami, Imaichi zdobyło status miasta (市).
20 marca 2006 roku Imaichi, miejscowość Ashio (z powiatu Kamitsuga), miejscowość Fujihara i wioska Kuriyama (z powiatu Shioya) zostały połączone w jedno miasto – Nikkō.
W Imaichi zbiegają się trzy części „Cedrowej Alei Nikkō” (Nikkō Sugi Namiki, ang. Nikko Cryptomeria Avenue) o łącznej długości 35 km. Są to relatywnie szerokie aleje, wzdłuż których wznoszą się wysokie na kilkadziesiąt metrów drzewa kryptomerii japońskiej (sugi), zwanej także cedrem japońskim. Część z nich, istniejąca do dziś, była sadzona około 400 lat temu w ciągu 20 lat przez daimyō, Masatsunę Matsudaira, który służył siogunowi Ieyasu Tokugawa (1543–1616). Jest ona wpisana do „Księgi rekordów Guinnessa” jako najdłuższa aleja świata wysadzana drzewami. 